# Lego Znap
Znap en produktlinje produceret af den danske legetøjskoncern LEGO fra 1998-1999. Znap minder om K'Nex og kan bruges til at bygge strukturer med et skelet. Plastikken, som elementerne er fremstillet af, er en lidt fleksible men stamtidig stærke. Visse elementer kom kun i én farve.
Broer og andre strukturer i Znap bliver ofte integreret i toglayouts. 

## Sæt
Ifølge Bricklink blev der udgivet 19 sæt i Znap-temaet.

### 1998 sæt
- 3501 Jetcar
- 3502 Bi-wing
- 3503 Mini-sonic
- 3504 Hooktruck
- 3510 Polybag
- 3531 Tricycle
- 3532 Jetski
- 3551 Dino-Jet
- 3552 Hover-Sub
- 3571 Blackmobile
- 3581 Formula Z Car
- 3591 Heli-transport

### 1999 sæt
- 3505 Airplane
- 3506 Motorbike
- 3520 Forklift
- 3521 Racer
- 3554 Helicopter
- 3555 Jeep
- 3582 Ant